# Szent József-templom (Józsefváros)
A Szent József-plébániatemplom, közismert nevén józsefvárosi plébániatemplom Budapest VIII. kerületének legnagyobb temploma. Kéttornyos épülete a magyarországi klasszicizáló késő barokk építészet jeles emléke. Tornyai 70 méter magasak. [forrás?]

## Története
A józsefvárosi Szent József-plébániát, akárcsak a terézvárosit, Batthyány József hercegprímás alapította, 1777-ben. A plébánia védőszentjének Jézus nevelőapját, Szent Józsefet választotta. A templom alapkövét 1797-ben tették le, Tallherr József tervei alapján Kundt Ignác kőműves építette fel. Homlokzata 1814-ben Kasselik Fidél tervei alapján készült. 1863–65 között Hild József vezetésével tatarozták és újraboltozták a templomot, majd 1891–1895 között Barcza Elek kívül-belül átépítette. 1980-ban renoválták kívülről, majd 1985-ben belülről is. A Sedlmayr János tervei alapján készített új liturgikus teret Paskai László szentelte fel.
A templom kéttornyos, klasszicizáló késő barokk homlokzata nyugati irányba, a Horváth Mihály térre, a Nagykörút irányába néz. Attikáján Dunaiszky Lőrinc Szent Józsefet ábrázoló szobra áll, amely 1820-ban készült. Az egyhajós belső tér három boltozatszakaszra oszlik, ehhez keskenyebb szentély csatlakozik. A főoltárkép, amely Szent József apoteózisát ábrázolja, Leopold Kupelwieser bécsi festő műve 1837-ből; ugyanő festette a Segítő Madonna-képet, id. Lucas Cranach munkája nyomán. A főoltár fülkéjében látható három másik kép Wagner József pesti festőművész munkája, 1840 körül készültek. A templom tornyaiban három harang „lakik”, közülük kettőt 1925-ben ifj. Walser Ferenc, egyet 1948-ban Szlezák Ráfáel öntött.
A plébániának eleinte német, magyar és szlovák hívei is voltak, az első magyar nyelvű prédikációt 1870-ben mondták. A 19–20. század fordulóján a nagyméretű plébánia csak 12 káplánnal tudta ellátni feladatát; területét 1928-ban csökkentették csak le. A második világháború utáni hitélet kiemelkedő eseménye volt Roger testvér 1984-es látogatás.
A plébánia jelenlegi területe a József körút páros oldala, a Bérkocsis utca páratlan oldala, a Nagyfuvaros utca páratlan oldala, a Mátyás tér 1-6. számú házak, a Koszorú utca páratlan oldala, a Szigony utca páratlan oldala, valamint az Üllői út páros oldala által határolt terület.
Külső homlokzatának felújítására 2019-ben került sor.

## Harangjai
Három harangja van:
- Hippói Szent Ágoston-nagyharang

614 kg-os, 106,3 cm alsó átmérőjű, fisz1 – 45 hangú (hangja 45 centtel mélyebb a normál fisz1 hangnál). 
Felirata:
„SZENT ÁGOSTON TISZTELETÉRE KÉSZÜLT FŐTISZTELENDŐ BLIESZNER ÁGOSTON PLÉBÁNOSSÁGA IDEJÉBEN, GLATZ GÉZA TEMPLOMGONDNOK BUZGÓLKODÁSÁRA AZ EGYHÁZKÖZSÉG ÁLDOZATKÉSZSÉGÉBŐL. ÖNTÖTTE 1925 ÉVBEN WALSER FERENCZ BUDAPEST.”
Másik oldalon: 
„ÉRCZES HANGODDAL HIRDESD: "NYUGTALAN A MI SZÍVÜNK Ó URAM, MÍG MEG NEM NYUGSZIK TEBENNED.”
Kép: Szent Ágoston-dombormű 
- Szent Katalin harang

415 kg-os, 92,3 cm alsó átmérőjű, g1 + 39 hangú. 
Felirata:
„SZENT KATALIN VÉRTANÚ TISZTELETÉRE KÉSZÜLT BLIESZNER ÁGOSTON PRÉPOSTPLÉBÁNOS ÉS EKKER IMRE TEMPLOMGONDNOK IDEJÉBEN GLATZ GÉZA ÉS NEJE ZSISKA KATALIN HAGYATÉKÁBÓL 1948. NOV. 25. ÖNTÖTTE SZLEZÁK RÁFAEL RÁKOSPALOTÁN.”
Másik oldalon: Szent Katalin-kép, és a felirat: „ORA PRO NOBIS”
- Kisharang

60 kg-os, 47,4 cm alsó átmérőjű, gisz2 + 27 hangú. 
Felirata: 
„ÖNTÖTTE 1925 ÉVBEN WALSER FERENCZ BUDAPEST.”
Ez a kisharang használaton kívül van, bár 2018-ban villamosításra került. 
Mindhárom harang az északi (templommal szemben állva bal oldali) toronyban található, itt még egy 188 kg-os, cisz2 hangú harang volt eredetileg, helye megvan az állványban, a második világháborúban vitték el. A déli (jobb) torony jelenleg üres, az egykori nagyharang, a szintén a második világháborúban elrekvirált Szent József-harang lakott itt. Ezt Csernoch János bíboros szentelte fel, 1925. október 18-án, 1462 kg-os és desz1 hangú volt.
Felirata a következő volt:
„OH, SZENT JÓZSEF, JÉZUS KRISZTUS NEVELŐJE, LÉGY VÉGÓRÁNK SEGÍTŐJE. LEBEGJ ELŐTTÜNK TISZTES ŐSZ HAJADDAL, BIZTASS, EMELJ TÜNDÖKLŐ PÉLDAKÉNT, HOGY KÜZDVE GONDDAL ÉS EZERNYI BAJJAL EL NE VESZÍTSÜK SOHA A REMÉNYT. KÉSZÜLT SZENT JÓZSEF, EGYHÁZUNK ÉS PLÉBÁNIÁNK VÉDŐSZENTJÉNEK TISZTELETÉRE A JÓZSEFVÁROSI HÍVEK BUZGÓ ÁLDOZATKÉSZSÉGÉBŐL, BLIESZNER ÁGOSTON C. PRÉPOST-PLÉBÁNOS ÉS GLATZ GÉZA TEMPLOMATYA IDEJÉBEN. ÖNTÖTTE AZ 1925. ÉVBEN WALSER FERENCZ, BUDAPEST.”
Állványa, nyelve, és koronája ma is látható a toronyban, pótlására ezidáig sajnos nem került sor. A két hiányzó harang pótlása a távlati tervek között szerepel. A 415 kg-os harang egyébként a 392 kg-os, a1 hangú, szintén a második világháborúban odaveszett Alexandriai Szent Katalin-harang helyett készült, 1948-ban.

## Plébánosai
| Időszak   | Név                 | Megjegyzés |
| --------- | ------------------- | ---------- |
| 1777–1789 | Mechler József      |            |
| 1789–1790 | Csáky László gr.    |            |
| 1790–1798 | Kopf Kajetán        |            |
| 1798–1809 | Schrajer Ádám       |            |
| 1809–1822 | Czettner Jakab      |            |
| 1822–1840 | Schönbach József    |            |
| 1840–1846 | Sámuel Alajos       |            |
| 1846–1850 | Szántófy Antal      |            |
| 1850–1854 | Klempa Simon        |            |
| 1854–1869 | Sujánszky Antal     |            |
| 1869–1906 | Kanovics Béla       |            |
| 1906–1912 | Krizán Mihály       |            |
| 1912–1919 | Hock János          |            |
| 1919–1921 | Liha Béla           |            |
| 1921–1948 | Blieszner Ágoston   | először    |
| 1948–1949 | Kovács Arisztid OSB |            |
| 1949–1952 | Blieszner Ágoston   | másodszor  |
| 1952–1957 | Halász György       |            |
| 1957–1961 | Papp Ferenc         |            |
| 1961–1973 | Potoczky János      |            |
| 1973–1982 | Galambos János      |            |
| 1982–2014 | Bajzáth Ferenc      |            |
| 2014–     | Michels Antal       |            |

## Képgaléria

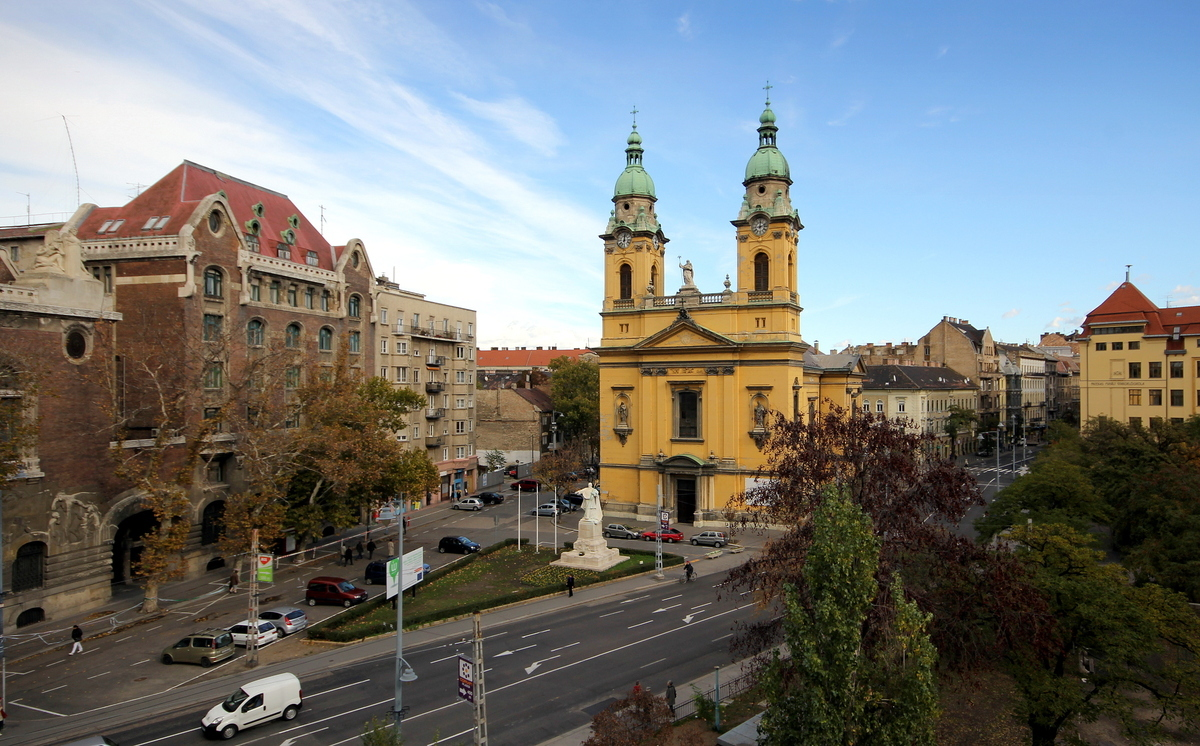
Madártávlatból
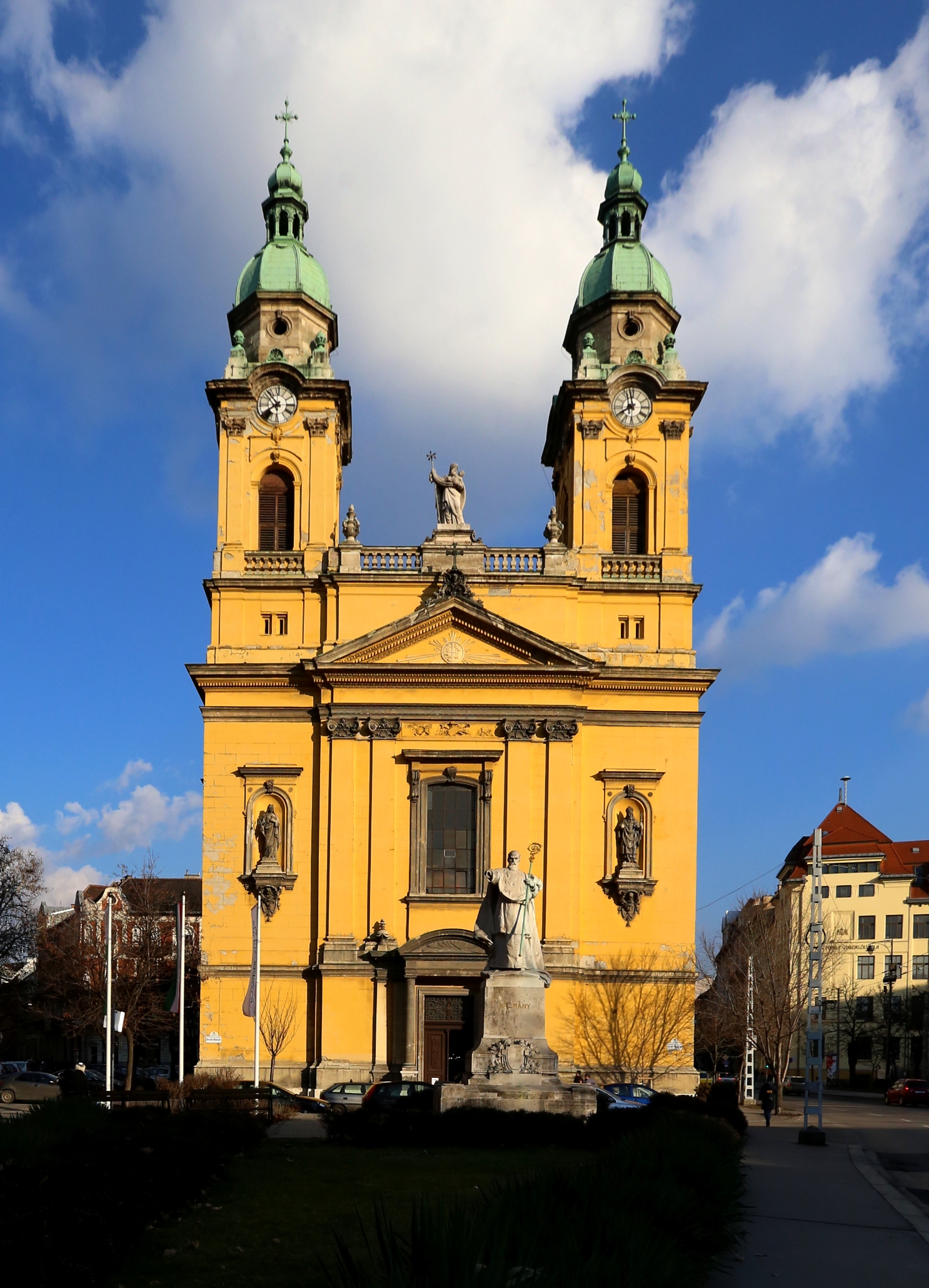
Főhomlokzat
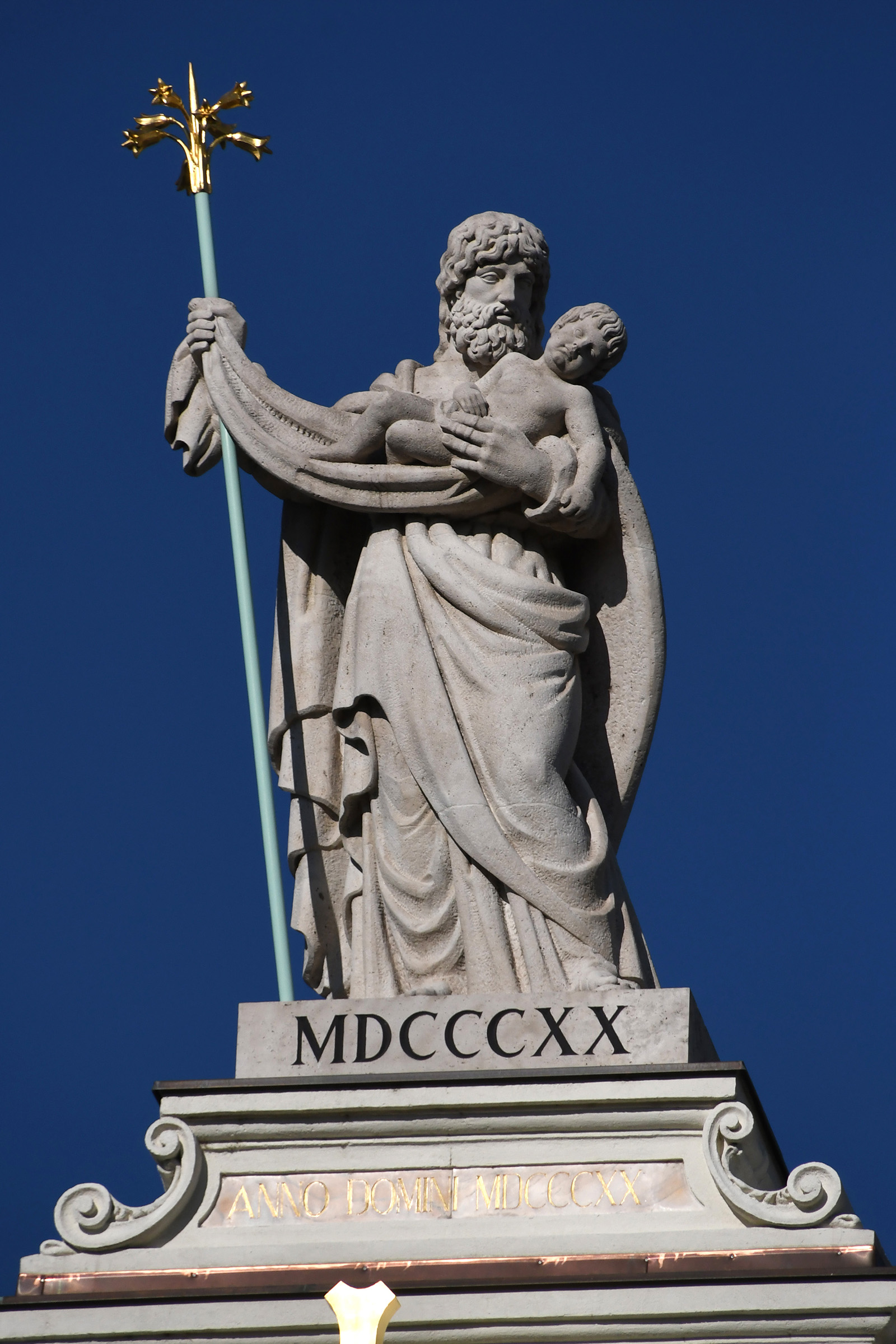
Szent József szobra az oromzaton
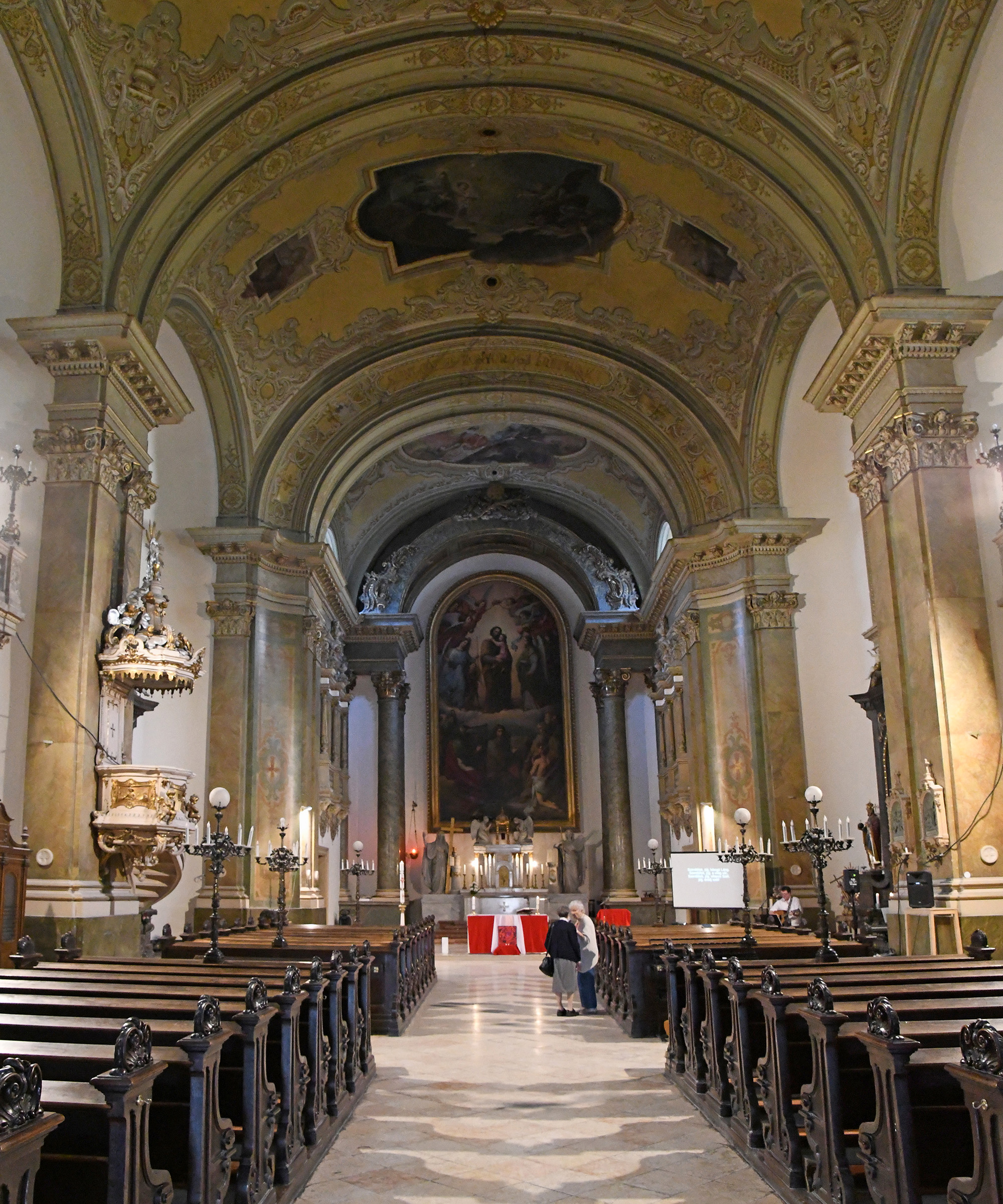
Főhajó
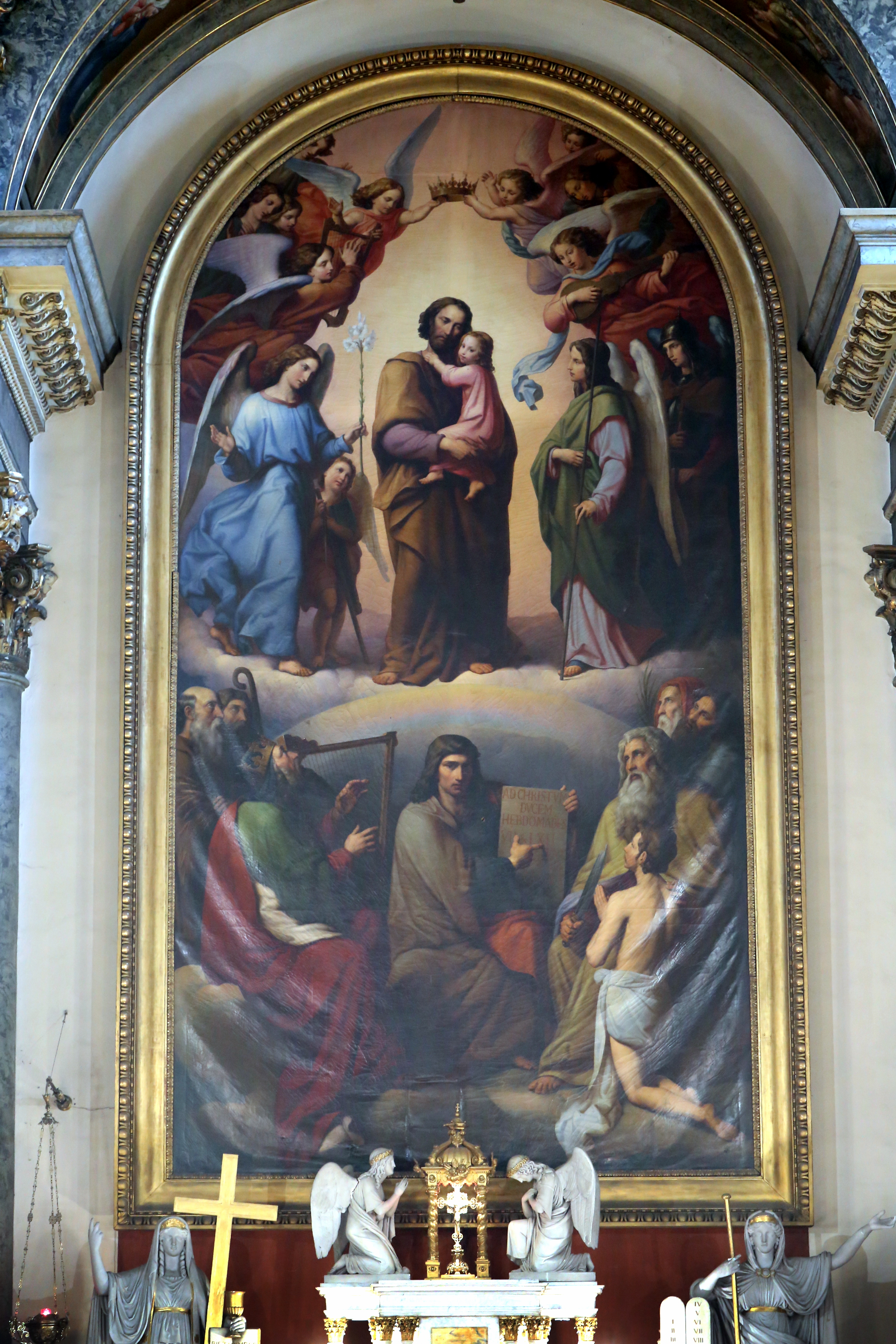
A főoltár képe
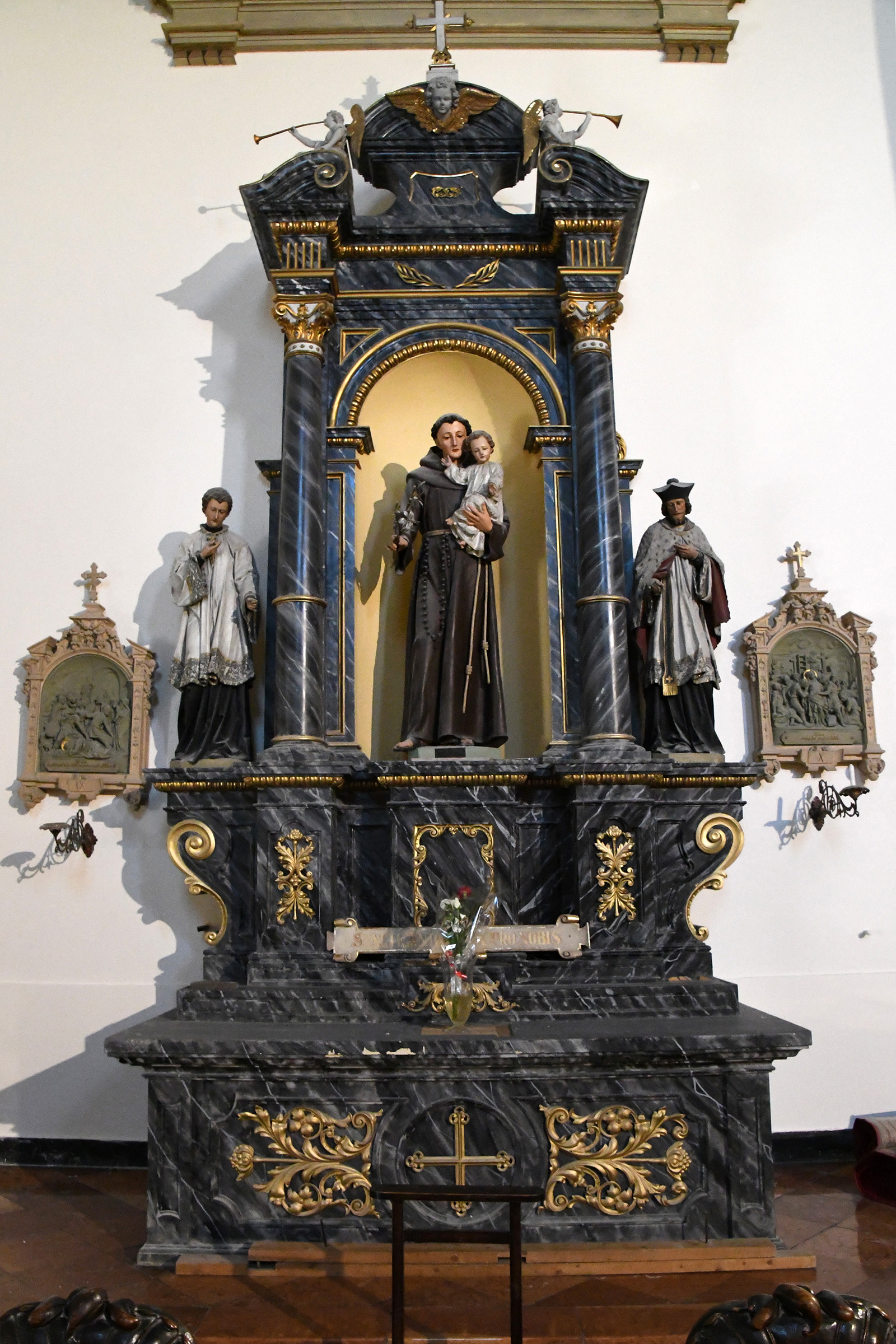
Páduai Szent Antal-oltár
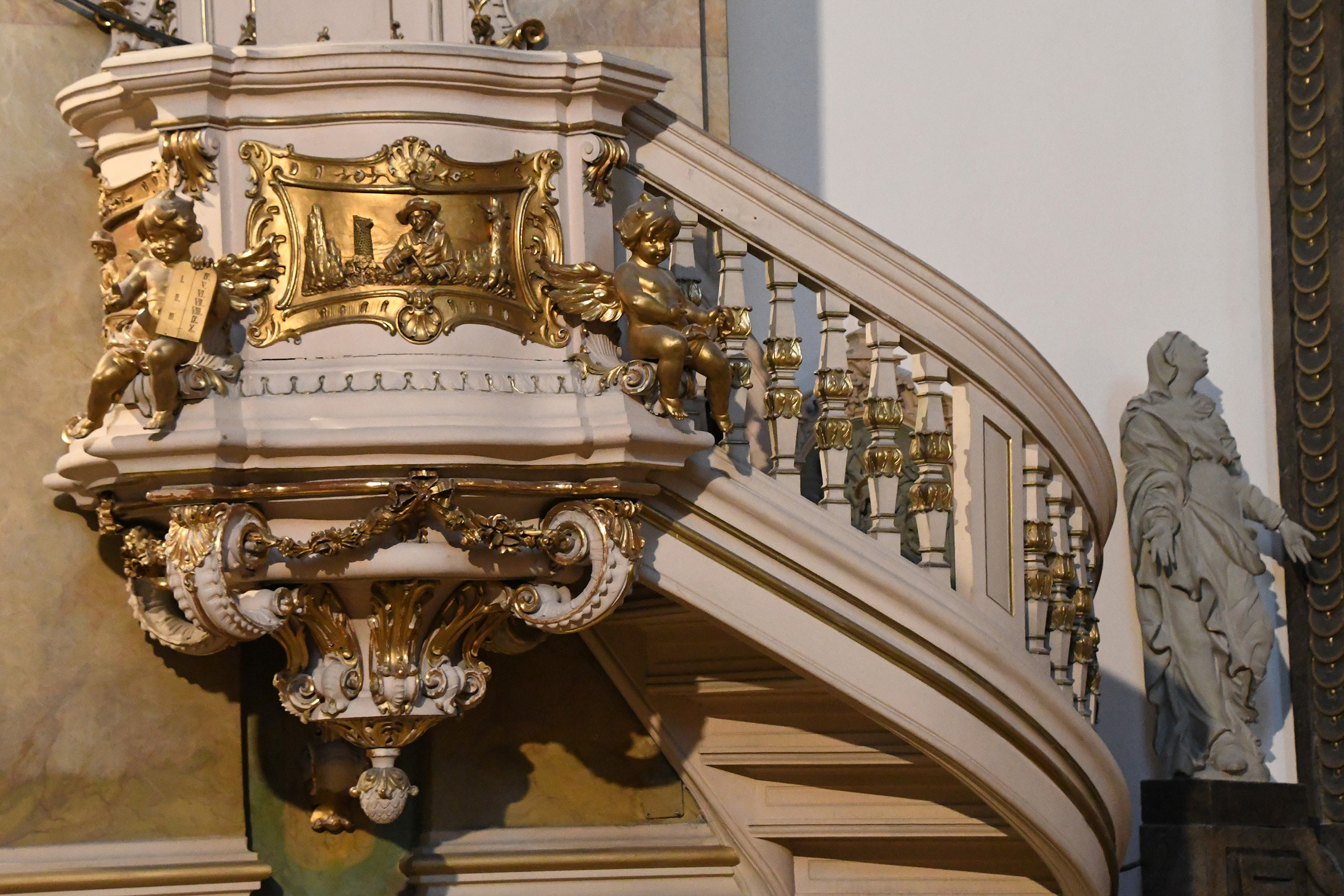
Szószék
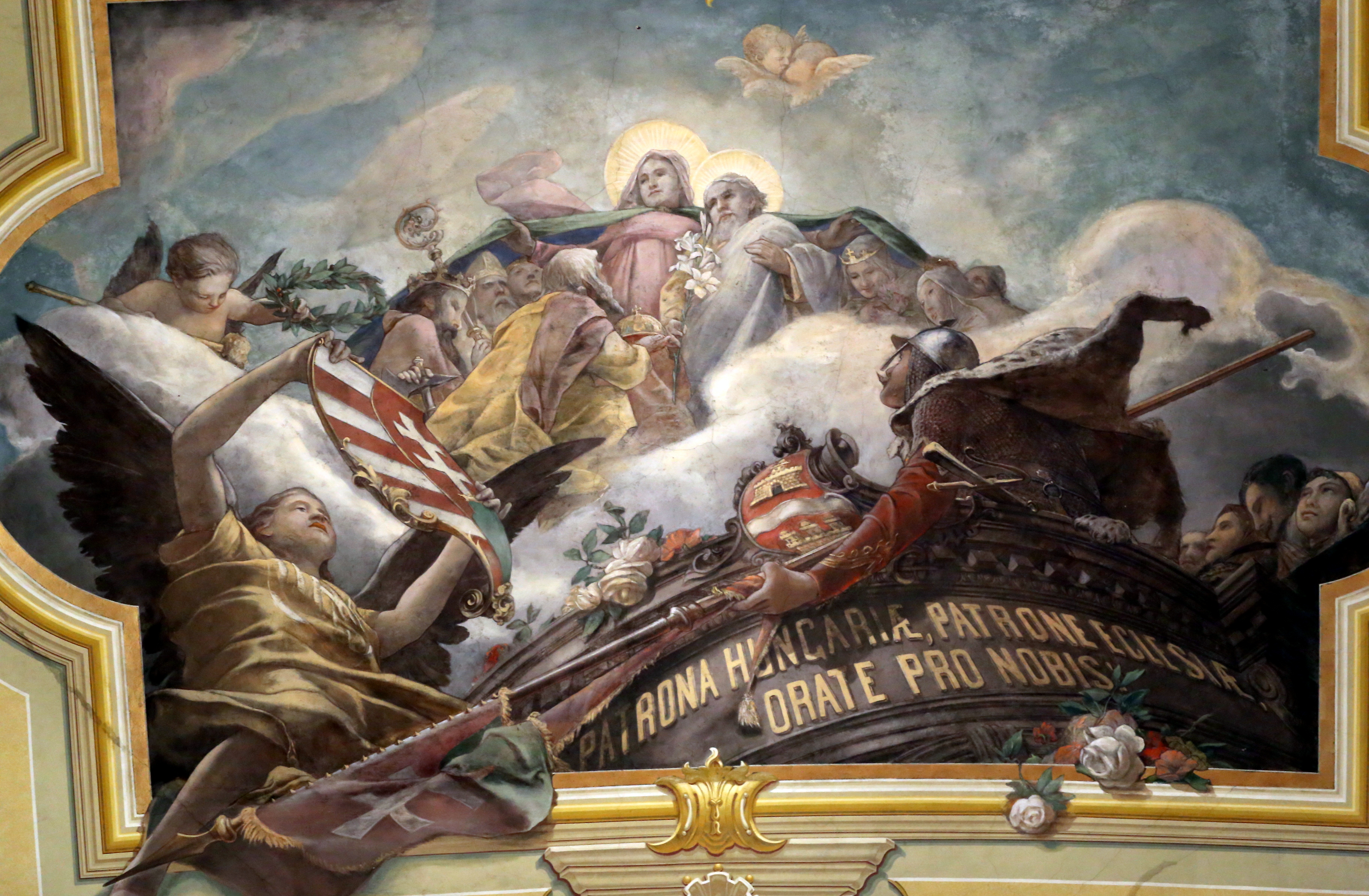
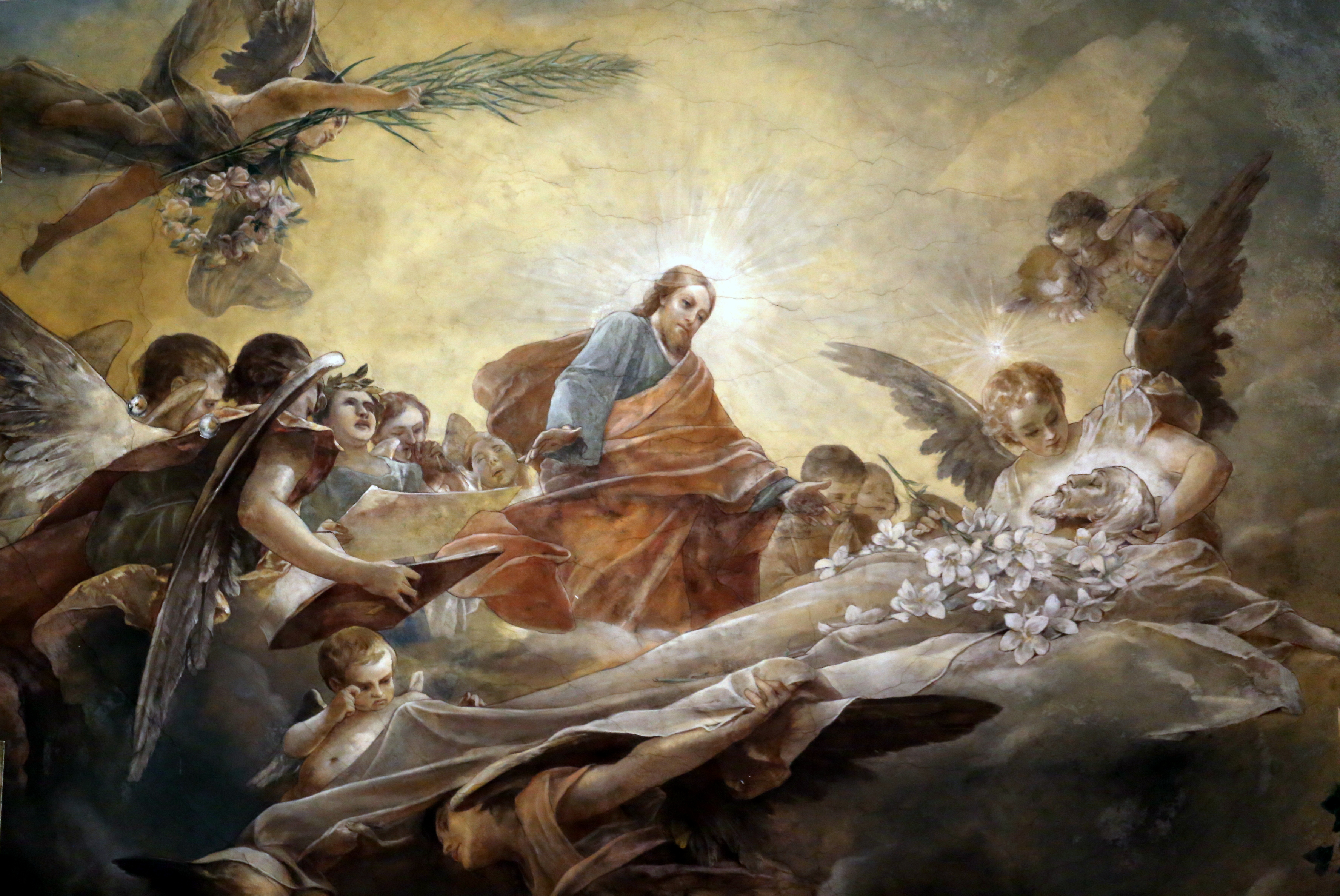
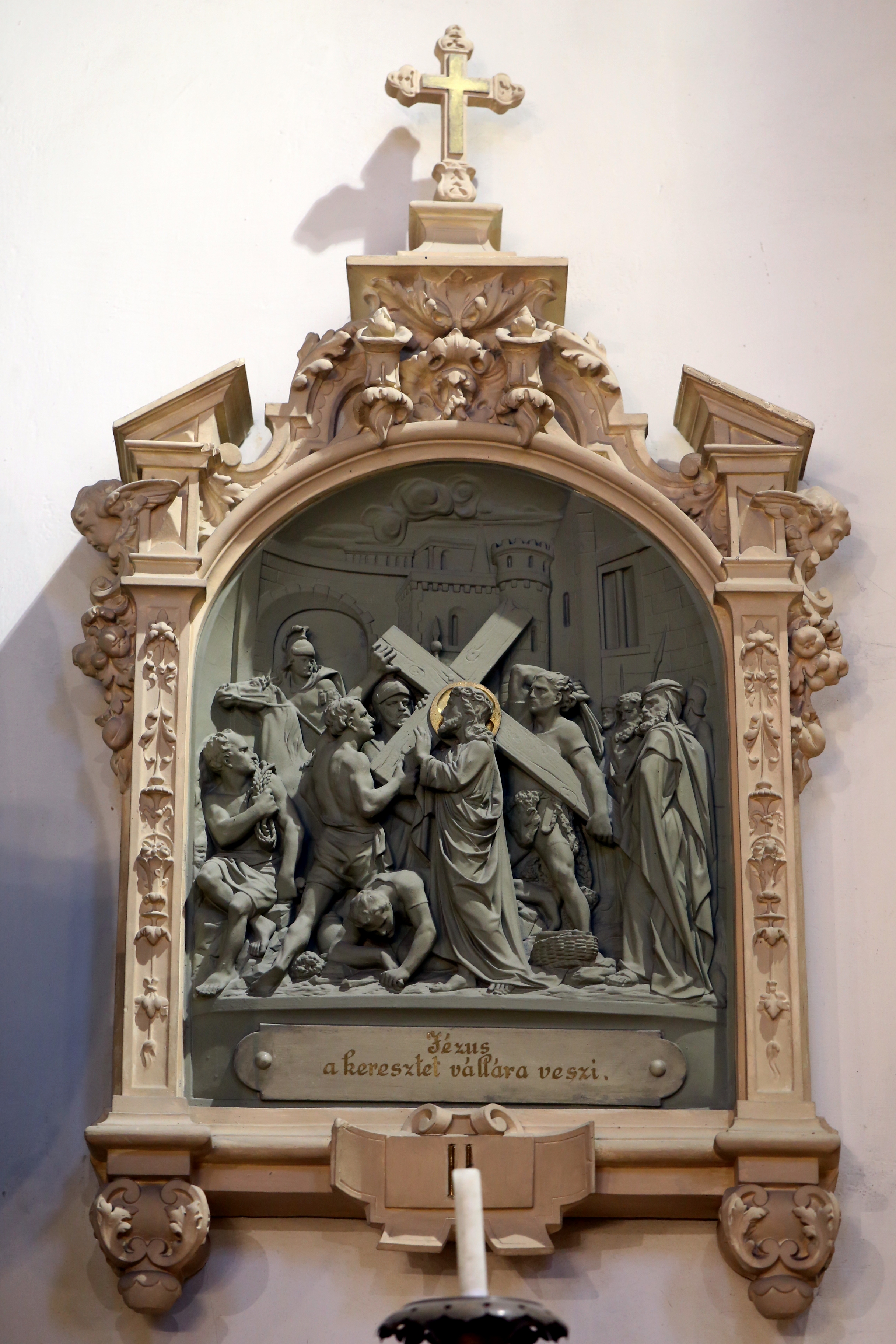
Stáció
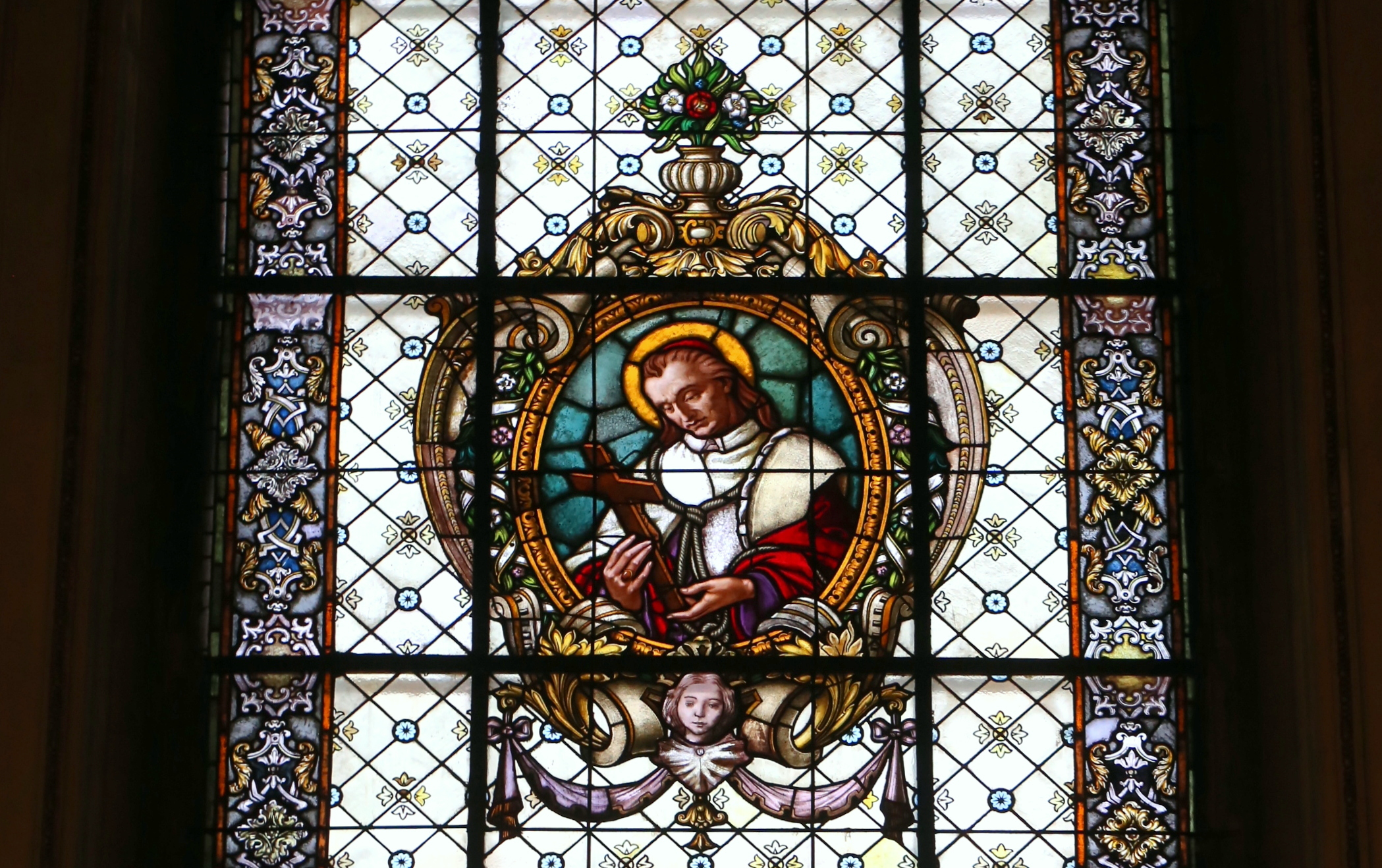
Díszablak
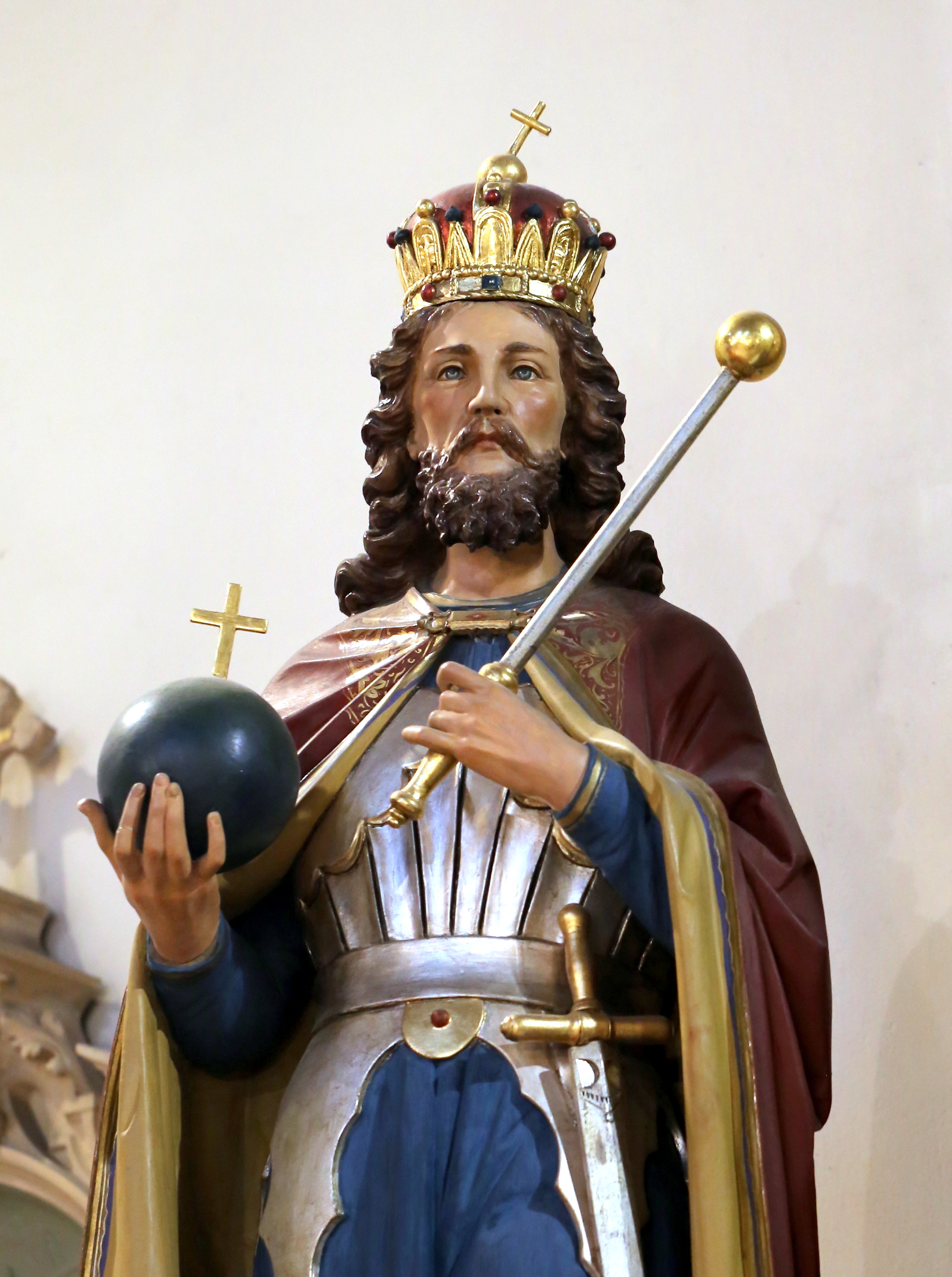
Szent László-szobor
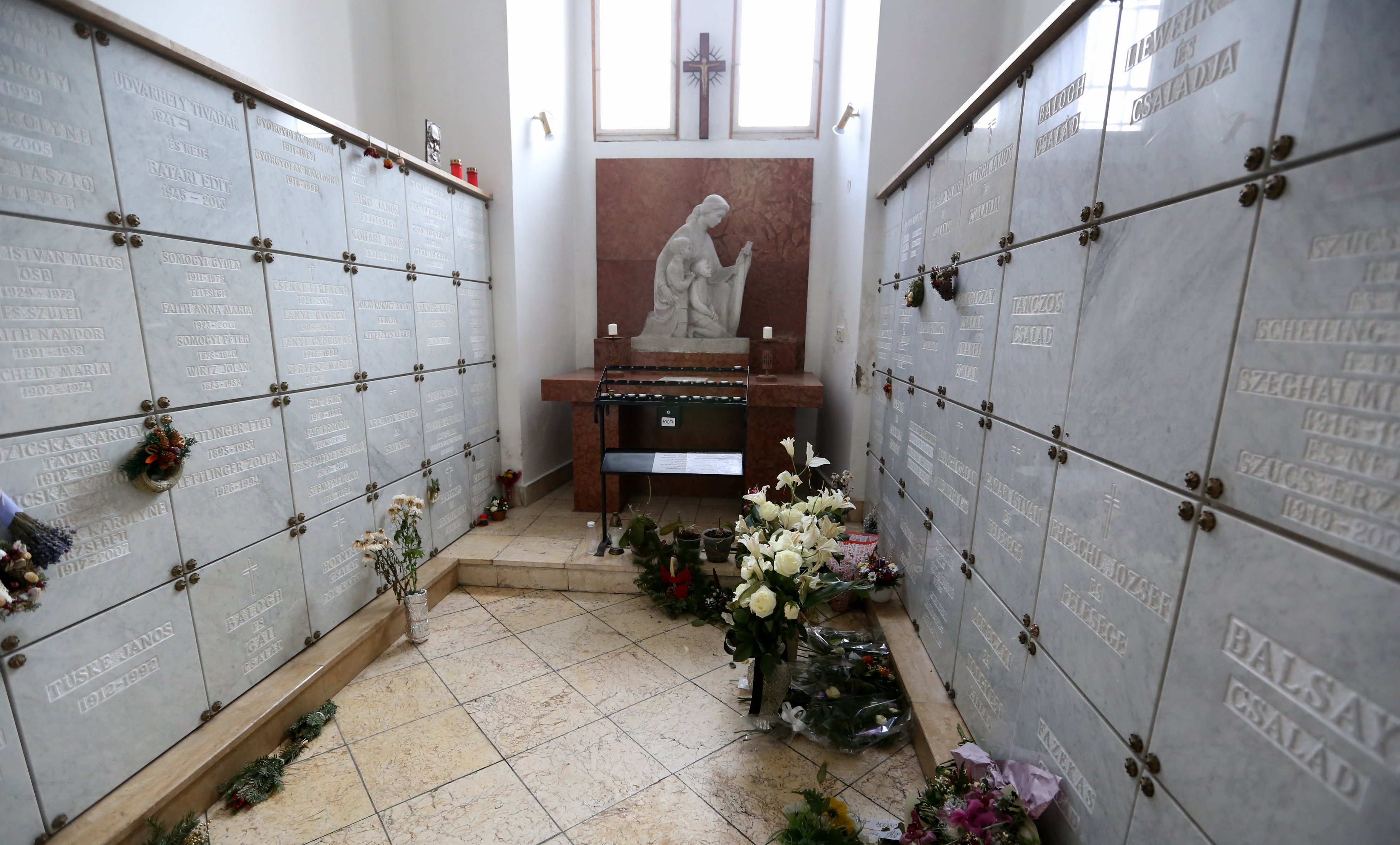
Kolumbárium